# Douglas (Georgie)
Douglas je správní město okresu Coffee County ve státě Georgie ve Spojených státech amerických.
K roku 2010 zde žilo 11 589 obyvatel. S celkovou rozlohou 33,5 km² byla hustota zalidnění 318,9 obyvatel na km².